# Corbeil
Corbeil è un comune francese di 102 abitanti situato nel dipartimento della Marna nella regione del Grand Est.

## Comunità ebraica
Gli Ebrei si insediarono molto presto a Corbeil, occupando un quartiere speciale chiamato "Juderia", che è menzionato nelle Tosafot (Ketubot 12b, Hullin 122b), e presente probabilmente anche in un documento del XV secolo nel quale è menzionato un luogo où soulit estre aulterfois l'escholle aux Juifs ("dove un tempo si trovava la scuola degli Ebrei") ("Rev. Et. Juives," ix. 62). Nel 1184 re Filippo Augusto regalò al clerico Pierre una casa appartenuta all'ebreo Hélie (Eli). Nel 1202 furono imposte agli Ebrei di Corbeil delle tasse speciali e fu loro reso obbligatorio pagare al tesoro una somma di denaro per l'applicazione di un sigillo ad ogni documento di transazione fra Ebrei e Cristiani. Il registro del tesoro del Louvre, all'anno 1298, menziona l'ebreo Hagin, che era un riscuotitore di tasse, e l'ebrea Thyerma, le cui tasse ammontavano a 41 livres. Nel 1306 l'ebreo Cressant possedeva una casa sulla Senna che gli fruttava una rendita d'affitto di 520 lire parigine. Questo Cressant è probabilmente identico al Croissant, nevou Croisant de Corbueil menzionato nel Document sur les Juifs du Barrois ("Rev. Etudes Juives," xix. 250), e al Cressent di Corbeil, uno dei commissari nominati dal re nel 1315 per sovrintendere al pagamento dei debiti dei suoi correligionari (Saige, "Les Juifs du Languedoc," pp. 106, 330).
Molti eminenti talmudisti vissero in questa città. Tra di loro ci furono Judah di Corbeil; Jacob il Santo; Joseph, menzionato da Aaron ben Hayyim ha-Kohen nel suo commentario al Mahzor, scritto all'incirca nel 1227; Simson; Isaac ben Joseph; Perez ben Elia; Mordecai ben Nathan; Elhanan, figlio di Isaac il Vecchio, di Dampierre.

## Società

### Evoluzione demografica
Abitanti censiti